# José María Sánchez Molledo
José María Sánchez Molledo (Madrid,13 de julio de 1958) es un historiador y escritor español. Ha realizado junto a J. Nicolás Ferrando, en Artelibro Editorial, una colección de 21 libros, sobre cada uno de los 21 distritos de Madrid. 

## Biografía
José María Sánchez Molledo se licenció en 1986 en Historia en la Universidad Complutense de Madrid, bajo la especialidad Historia Moderna. Se doctoró por la misma universidad en 1993 con la tesis El pensamiento arbitrista en el reino de Aragón en los siglos XVI y XVII.
Ha sido Jefe de Secretaría del Real Conservatorio Superior de Música de Madrid, Administrador de la Escuela Superior de Diseño de Madrid, y Administrador del Conservatorio Superior de Danza “María de Ávila” de Madrid. Actualmente es administrador de la Escuela Oficial de Idiomas “Jesús Maestro” de Madrid.
Es miembro fundador de la Asociación cultural Miguel Martínez del Villar, de Malanquilla (Zaragoza) y Caballero de la Real Orden de San Miguel del Ala, de Portugal; Caballero del Capítulo de Nobles de Isabel la Católica y Académico de la Hispanidad.
Pertenece a la Cofradía Internacional de Investigadores de Toledo y al Instituto de Estudios Madrileños y es consejero Comarcal del Centro de Estudios Bilbilitanos, de la Institución Fernando el Católico de Zaragoza. Fue secretario y consiliario de la Real, Muy Ilustre y Primitiva Congregación de San Isidro de naturales de Madrid. Fue conferenciante invitado del Instituto Cervantes de Estambul.
Por sus trabajos de investigación ha recibido tres premios Campomanes, de la Real Sociedad Económica Matritense de Amigos del País (1993, 1994 y 1998), dos Premios “López Novoa” del Centro de Estudios del Somontano de Barbastro (1994 y 2004), una Ayuda a la Investigación del Centro de Estudios Altoaragoneses (2001), una beca de Investigación “Joaquín Mariano Pano” del Centro de Estudios de Monzón y del Cinca Medio (2008) y una Ayuda de Investigación del Centro de Estudios del Somontano de Barbastro (2014).
Está muy vinculado a la localidad zaragozana de Malanquilla de donde era natural su padre. Es hermano de Antonio Sánchez Molledo, cronista oficial de Malanquilla y anterior secretario general de la Real Asociación Española de Cronistas Oficiales.
Como escritor, destacan sus obras sobre distritos madrileños, habiendo publicado libros históricos de Carabanchel Retiro, Latina, Usera, Villaverde ... aunque sin olvidar sus raíces aragonesas.

## Obra

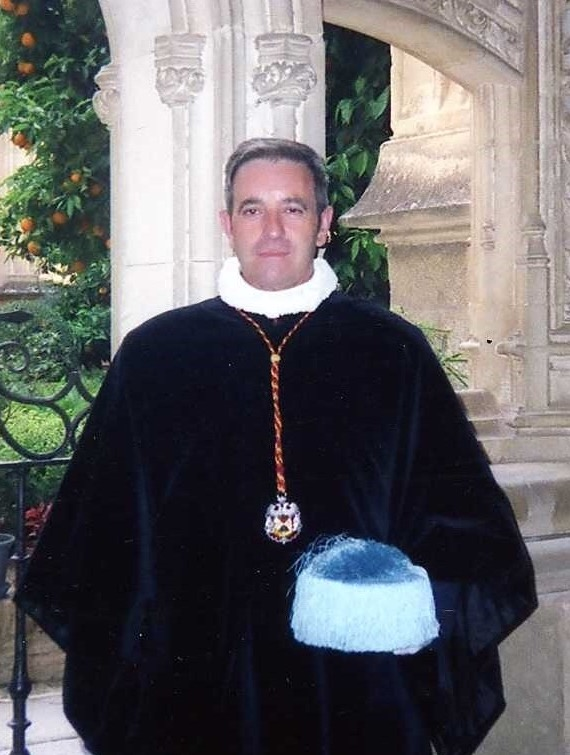
J.M. Sánchez Molledo con el hábito de la Cofradía Internacional de Investigadores en Toledo

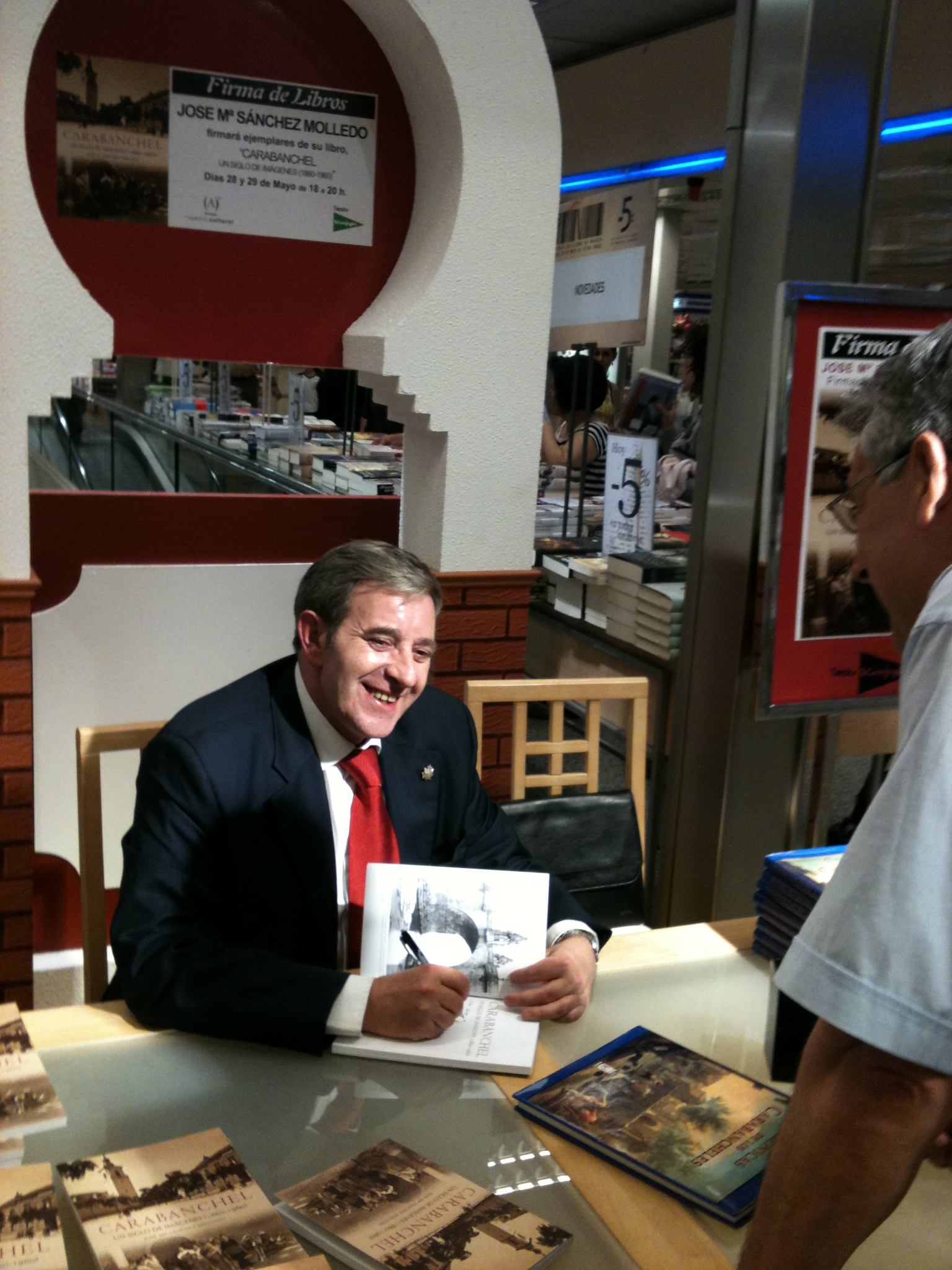
José María Sánchez Molledo firmando ejemplares de sus obras

### Libros
- Carabanchel un distrito con historia, Madrid, Ayuntamiento - La Librería, 1ª ed., mayo de 1998; 2ª, octubre de 1998; 3ª, febrero de 1999; 4ª, febrero de 2001; 5ª, mayo de 2004; 6ª, 2011; 7ª, 2015.[12]* Transcripción, prólogo e índice del manuscrito de Miguel Monterde Ensayo para la descripción geográfica, física y civil del Corregimiento de Calatayud (1788), Centro de Estudios Bilbilitanos; Institución «Fernando el Católico», 1999.
- San Isidro de Madrid. Un trabajador Universal. (En colaboración con el Dr. D. Tomás Puñal Fernández). Madrid, La Librería, 1ª edición, 2000; 2ª, 2001; 3ª, 2007; 4ª, 2013.
- Edición crítica de la obra de Juan Bautista Dameto (1612) Historia de San Íñigo (Transcripción, introducción y notas), en colaboración con Francisco Javier Lorenzo de la Mata. Calatayud, Ayuntamiento, junio de 2000.
- Descripción de Constantinopla. Estudio preliminar, transcripción del manuscrito de Federico Gravina (1788), e índice, Madrid, Miraguano, 2001.
- Arbitristas aragoneses de los siglos XVI y XVII. Textos, Zaragoza, Institución «Fernando el Católico», 2008.
- Catálogo de arbitristas aragoneses de los siglos XVI y XVII, Zaragoza, Institución «Fernando el Católico», 2005.
- El pensamiento arbitrista en el reino de Aragón en los siglos XVI y XVII. Tesis Doctoral. 4 vols. Publicación en CD por el Servicio de publicaciones de la Universidad Complutense de Madrid, 2003.
- Relación de Florida. Edición crítica del manuscrito de Fr. Íñigo Abbad y Lasierra (1785). Estudio preliminar, transcripción, notas e índices, (en colaboración con Juan José Nieto Callén), Madrid, Ed. Iberoamericana, 2003.
- Diario del Viaje a América. Edición crítica del manuscrito inédito de Fr. Íñigo Abbad y Lasierra (1782). Estudio preliminar, transcripción, notas e índices, (en colaboración con Juan José Nieto Callén). Madrid, Miraguano, 2003.
- Recuerdos de Carabanchel (en colaboración con dos autores más), Madrid, Ayuntamiento; La Librería, 2003.
- «Carabanchel, un distrito con Historia», en VV.AA., El islam en tierras cristianas: los mudéjares. Restauración de la Ermita Santa María La Antigua de Carabanchel, Madrid, Consejería de las Artes de la Comunidad de Madrid, 2003, págs. 125-140.
- Edición de la obra Piraterías y agresiones de los ingleses en la América Meridional, de D. Justo Zaragoza (Madrid, 1883), Sevilla. Renacimiento, 2005.
- Descripción Física, Civil y Militar de los Montes Pirineos, de José Cornide Saavedra (1794), en colaboración con Juan José Nieto Callén, Lérida, Garsineu, 2008.
- Edición de la Descripción de los tiempos de España en el siglo XVIII, de Dionisio Alsedo y Herrera, Madrid, Polifemo, 2005.
- Crónicas de los Carabancheles, León, Everest, 2005.
- Viajes por España y Portugal de Pedro Rodríguez Campomanes (en colaboración con Juan José Nieto Callén), Madrid, Miraguano, 2006.
- Pensamiento económico aragonés en el siglo XVII (en colaboración con Luis Perdices de Blas), Zaragoza, Facultad de Ciencias Económicas, 2007.
- Memorias de Juan Van Halen, Madrid, Polifemo, 2008.
- Istanbul’un anlatimi, de Federico Gravina (traducción al turco de Descripción de Constantinopla de Federico Gravina), Estambul Yapi Kredi Yayinlan, 2008.
- Arbitristas Aragoneses de los siglos XVI y XVII. Textos. Fuentes Históricas Aragonesas nº 45, Zaragoza, Institución «Fernando el Católico» CSIC, 2009.
- Carabanchel, un siglo de imágenes (1860–1960), Madrid, Amberley, 1ª ed., mayo de 2010; 2ª, septiembre de 2010
- Madrid, capital de San Isidro, Madrid, en colaboración con J. V. Jiménez-Calvo Zamora, Madrid, Amberley, 2011.
- Barbastro ciudad episcopal: historiografía de la diócesis de Barbastro. El manuscrito de Gabriel de Sesé, Barbastro, Ayuntamiento, 2011.
- Latina. Puerta del Ángel, Los Cármenes, Lucero-Batán, Aluche, Las Águilas, Cuatro Vientos, Madrid, Temporae, 2012.
- Así era, así es, Carabanchel (en colaboración con Sonia Dorado Martín), Madrid, Temporae, 2012.[13]
- Retiro (en colaboración con J. Nicolás Ferrando), Madrid, Temporae, 1ª ed. 2012, 2ª 2017.
- Memorias de Antonio Pérez (1591), Sevilla, Renacimiento, 2013.
- Viaje alrededor del Mundo, de Jorge Anson (1744), Sevilla, Renacimiento, 2014.
- Distrito de Usera (en colaboración con Julián del Castillo Palacios), Madrid, Temporae, 2014.
- El Pirineo de José de Viu (1832), Zaragoza, Prames, 2015.[14]
- Letras, el barrio de Cervantes, Madrid, Difundia, 2017.
- Villaverde (en colaboración con Miguel García Castrillo) Madrid, Temporae, 2017.[15]
- Arganzuela: Atocha, Delicias, Legazpi (2018). (en colaboración con J. Nicolás Ferrando). Temporae.
- Alcalá de Henares, Patrimonio de la Humanidad (2018). (en colaboración con J. Nicolás Ferrando). Temporae.
- Aranjuez, Patrimonio de la Humanidad (2018). (en colaboración con J. Nicolás Ferrando). Temporae.
- Barrio de Cortes (2019). (en colaboración con J. Nicolás Ferrando). Artelibro Editorial.
- Barrio de Argüelles en Madrid (2019). (en colaboración con J. Nicolás Ferrando). Temporae.
- Arganzuela 50 Aniversario (2020). (en colaboración con J. Nicolás Ferrando). Artelibro Editorial.
- Arganzuela es Cultura (2022). (en colaboración con J. Nicolás Ferrando). Artelibro Editorial.
- Barrio de Salamanca 150 años (2020). (en colaboración con J. Nicolás Ferrando). Artelibro Editorial.
- Distrito Centro 1000 años de historia (2021) (en colaboración con J. Nicolás Ferrando). Artelibro Editorial.
- Puente de Vallecas (2021). (en colaboración con J. Nicolás Ferrando). Artelibro Editorial.
- Hortaleza (2022). (en colaboración con J. Nicolás Ferrando). Artelibro Editorial.
- Aeropuerto de Barajas 90 años (2022). (en colaboración con J. Nicolás Ferrando). Artelibro Editorial.
- Retiro en Tarjeta Postal (2022). (en colaboración con J. Nicolás Ferrando). Artelibro Editorial.
- Fuencarral El Pardo 70 años en Madrid (2022). (en colaboración con J. Nicolás Ferrando). Artelibro Editorial.
- San Isidro IV Centenario de su canonización (2022). (en colaboración con Juan V. Jiménez Calvo). Artelibro Editorial.
- Moncloa-Aravaca (2022). (en colaboración con J. Nicolás Ferrando). Artelibro Editorial.
- Cuatro Vientos (2023). (en colaboración con J. Nicolás Ferrando). Artelibro Editorial.
- La Ciudad Lineal de Arturo Soria (2023). (en colaboración con J. Nicolás Ferrando). Artelibro Editorial.
- Moratalaz 9000 años de historia (2023). (en colaboración con J. Nicolás Ferrando). Artelibro Editorial.
- Chamberí, el distrito de Joaquín Sorolla (2023). (en colaboración con J. Nicolás Ferrando). Artelibro Editorial.
- Chamartín 75 años en Madrid (2023). (en colaboración con J. Nicolás Ferrando). Artelibro Editorial.
- Carabanchel 75 años en Madrid (2023). (en colaboración con J. Nicolás Ferrando). Artelibro Editorial.
- San Blas-Canillejas 800 años (2023). (en colaboración con J. Nicolás Ferrando). Artelibro Editorial.
- Villa de Vallecas, el distrito de Federico García Lorca (2023). (en colaboración con J. Nicolás Ferrando). Artelibro Editorial.
- Mujeres célebres de Madrid (2023) (en colaboración con J. Nicolás Ferrando). Artelibro Editorial.
- Carabanchel es Cultura (2024). (en colaboración con J. Nicolás Ferrando). Artelibro Editorial.
- La Quinta de Vista Alegre de Carabanchel (2024). (en colaboración con J. Nicolás Ferrando). Artelibro Editorial.
- Pío Baroja y Madrid 150 años de su nacimiento (2024). (en colaboración con J. Nicolás Ferrando). Artelibro Editorial.
- Las últimas letras de Jacinto Benavente (2024). (en colaboración con J. Nicolás Ferrando). Artelibro Editorial.
- Alfredo Ramón, un pintor universal (2024) (en colaboración con J. Nicolás Ferrando y Linda Hament). Artelibro Editorial.
- Historia de Moratalaz. Otros aspectos (2024) (en colaboración con J. Nicolás Ferrando). Artelibro Editorial.

Además es autor de numerosos artículos publicados en revistas científicas y programas. Ha participado en diferentes congresos y jornadas, colabora cuando es requerido con Telemadrid y otros medios de comunicación e imparte conferencias sobre temas de su especialidad.